# 1930-as magyarországi népszámlálás
Az első világháború utáni második népszámlálás során a népességet a korábbi gyakorlatnak megfelelően az 1930. december 31. és 1931. január 1. közti éjféli állapotnak megfelelően írták össze. Ez volt az első cenzus, amelynek alkalmával az adatok feldolgozásához gépek segítségét vették igénybe. A felmérés a jelenlevő népességre terjedt ki (így a katonaságra is). Az összeírást az újév első tíz napján bonyolították le, a kérdőívek január végéig érkeztek be a Központi Statisztikai Hivatalba. A népesség-összeírás felelőse Mozolovszky Sándor volt. Az 1930. évi népszámlálás eredményeit 1932 novemberétől tették közzé.

## A népszámlálás tartalma
A cenzust számlálólapok kitöltésével végezték, amelyeken harmincegy kérdés szerepelt, némelyik alkérdésekkel. Az eredmények ismertetésekor készült értékelés szerint „a kérdések szinte túlságosan megszaporodtak és kibővültek”. A gépi feldolgozás előkészítéseként a számlálólapok szembeszökő vonása lett, hogy az előnyomtatott válaszok után zárójelben kódszámok jelentek meg, a kérdőív oldalán pedig a gépkártya oszlopait jelző számok. A kérdések a megkérdezettek nemének, születési adatainak tudakolásán kívül az állampolgárság esetében érdeklődtek az iránt is, hogy a magyar állampolgárok mely községi illetőségűek. Az iskolázottság és a vallás kérdőpontjai közé a testnevelésre, cserkészetre vonatkozó, terjedelmes kérdéscsoportot illesztettek. Az anyanyelvet firtató kérdésnél újítás lett az előnyomtatás, és kérték feltüntetni az anyanyelven kívül beszélt egyéb nyelveket is. A háborúval összefüggő, többek közt a katonai szolgálatra, kitüntetésre, hadifogságra, rokkantságra vonatkozó kérdések egy számlálólap felét megtöltötték.
A lakott épületek és lakások összeírása a házigyűjtőíveken történt. A házak ismérveinek felmérése megtörtént, de teljes épület-összeírásra nem került sor.
Az önálló iparosok kötelesek voltak kitölteni a  huszonhat kérdést tartalmazó, számukra összeállított rózsaszín kérdőívet. Ezen a demográfiai kérdések megegyeztek a számlálólapok kérdéseivel. A munkanélküliség tette időszerűvé a kérdést: a jelenlegi berendezés mellett hány munkást tudna alkalmazni? Az önálló kereskedők kék színű kérdőíven adták meg válaszaikat.

## A népszámlálás jogi háttere
Az összeírást az 1930. évi népszámlálásról szóló 1930. évi XXV. törvénycikk rendelte el. Alapja a hivatalos statisztikai szolgálatról szóló 1929. évi XIX. törvénycikk volt. A népszámlálási törvény rendelkezéseit a 4341/1930. M. E. sz. végrehajtási rendelet részletezte.

## A népszámlálás menete
Az 1930. évi összeírás az előző népszámláláshoz hasonlóan a helyi közigazgatási szervek feladata maradt. A számlálókörzetek kialakításáról, a számlálóbiztosok és a felülvizsgálók megbízásáról így a főszolgabíró, illetve a polgármester gondoskodott. A számlálóbiztosok elsősorban tanítók, tanárok, lelkészek, nyugalmazott köztisztviselők, főiskolai hallgatók köréből kerültek ki,  – mint az előző két cenzus alkalmából is. A kinevezésnek előfeltétele volt a magyar nyelv ismerete, de a magyarul nem tudó egyéneknek a kérdéseket az illetők saját nyelvén is fel kellett tudni tenni. A körzetek 400-1200 főt számláltak, döntő szempont volt, hogy ne haladják meg azt a méretet, amelyben a számlálóbiztos január 10-ig összes teendőit el tudja látni. Nagyobb körzetek kialakítására sűrűn lakott településeken került sor, ahol számítani lehetett az önkitöltés nagyobb arányára. Önszámlálás esetében a nyomtatványokat 1930. december 29. és 31. között kellett kiosztani. Felülvizsgálati kört rendszerint négy-négy számlálókörzetből alakítottak ki.  A „minél lelkiismeretesebb” munka elvégzésére két hét állt rendelkezésre.

## Az adatok feldolgozása
Herman Hollerith lyukkártyás berendezését az Amerikai Egyesült Államok és Ausztria az 1890-es, Oroszország az 1897-es cenzus adatainak feldolgozásához használta. Magyarországon gépek alkalmazására az 1930. évi népszámlálás demográfiai adatok feldolgozásakor került sor, továbbá a demográfiai és foglalkozási mutatók egybevetése során. Az épületekre, a lakásokra és a foglalkozásokra vonatkozó adattömeget változatlanul kézi erővel végezték.
A gépi munkálatok elvégzésére a Központi Statisztikai Hivatal a Hollerith-féle szerkezet James Powers által továbbfejlesztett változatából rendelt. Az egyéni számlálólapokon rögzített információkat huszonnégy billentyűs lyukasztógép vitte át a gépkártyákra (közülük hat a KSH saját tulajdona volt, tizennyolc bérelt). Két darab egy számlálószerkezetes, és három darab négy számlálószerkezetes rendezőgép végezte a számlálási és válogatási munkát (mindkét fajta gép közül egy-egy darab volt a statisztikai hivatalé). A gépi módszer a korábbinál finomabb osztályozást tett lehetővé, valamint tetszőleges számú kombináció elvégzését. 
A lyukasztógépek kezelőszemélyzetét különleges pszichotechnikai képességvizsgálat alapján válogatta ki a Központi Statisztikai Hivatal. A több mint hatszáz pályázó a KSH székházában két órán át tartó vizsgálaton vett részt, amely kiterjedt a kézsebesség ellenőrzésére, a munkavégzés gyorsaságára, vizsgálta az intelligenciát. Gondot fordított  a koncentrálási képességre, mert a lyukasztás és a szortírozás kiváló figyelmi képességeket igénylő feladat. Végeredményben hetvenkét főt vettek fel, akik háromhetes gyakorlati tanfolyamon képeztek ki.
A gépi munkálatok közül a lyukasztást három, a feldolgozást két műszakban, válogatott munkaerőkkel hajtották végre. A gépi feldolgozási munka hat menetben történt meg, amelyek során a gépkártyaanyag 25-ször ment át a gépeken. A gépkezelők átlagos teljesítménye kezdetben óránként kilencven, a munkálatok vége felé kétszázkilencven lap körül járt. A két legjobb gépkezelő óránként ötszáz lap kilyukasztására volt képes.
A feldolgozási eredményeket a gépkezelők olvasták le a számlálószerkezetről, és kézzel írták be a feldolgozási táblákba. A lyukasztási művelet 1931. június elejétől 1932. április közepéig, a gépi feldolgozási munkálatok pedig 1931. október elejétől 1934. október végéig zajlottak  (1933 áprilisától kezdve csupán a két saját tulajdonú gépen).

## A zebegényi eset
Az 1930-as cenzus adatfeldolgozási folyamatához kapcsolódó adalék, hogy 1900-hoz és 1910-hez hasonlóan a KSH ezúttal is soron kívül ellenőrizte azon települések anyanyelvi adatsorait, amelyek a korábbi összeírásoktól lényegesen eltérő eredményeket produkáltak. A revízió levelezés útján vagy bizalmas kiküldetés során történt. A „gyanús” településekre ellátogató és a felülvizsgálatot lefolytató szakértők között mások mellett megtalálható volt Thirring Lajos, a népszámlálási osztály későbbi vezetője és az 1949-es népszámlálás előkészítője; Mozolovszky Sándor, az 1930-as népesség-összeírás felelőse; végül – néhány alkalommal – maga Kovács Alajos, a hivatal elnöke.
Az ellenőrzés menetét jól illusztrálja a – Thirring Lajos hagyatékában fennmaradt, valószínűleg általa dokumentált – zebegényi példa. Ebben a községben 1910-ben 218 fő, a lakosság 27,6%-a vallotta magát magyar, 563 fő (71,1%) német anyanyelvűnek. 1920-ban ugyanitt 289 (31,1%) magyar és 630 (67,9%) német anyanyelvűt írtak össze. Az 1930–1931-es iskolastatisztikai felmérés szerint 19,5% volt a magyar anyanyelvűek aránya a tanulók között. Ehhez képest az adatfelvétel során 630 fő húzta alá a magyar, 257 a német anyanyelvet.
A hivatal elnöke nevében Mozolovszky Sándor kért „tüzetes és kimerítő magyarázatot” az illetékes szobi körjegyzőtől a meglepő adatokkal kapcsolatban. A körzet számlálóbiztosának jelentése szerint „Zebegény község hazafias lakossága szinte tüntetőleg vallja magát magyarnak”. Leírásából kiderül, hogy a Trianon utáni évtizedben a fiatalabb, iskolázottabb lakosok, a Budapestre ingázó iparosok és a nyaralókkal érintkező asszonyok egyaránt a magyart használták a hétköznapok során. A magyar tanulóknak az iskolastatisztika által kimutatott 20% alatti aránya szerinte annak volt köszönhető, hogy mivel szüleik nem kísérték el a gyerekeket beiratkozáskor, a német származásúakat automatikusan német anyanyelvűnek könyvelték el. A körjegyző változtatás nélkül, a mondottak tudomásulvételét kérve terjesztette fel a számlálóbiztos jelentését. Az adatokat később mégis módosítani kellett. A helyesbítés alapján a 891 zebegényi lakos közül 336 fő (37,7%) volt magyar, 551 fő (61,9%) német anyanyelvűnek tekinthető.

## Az eredmények közzététele
A hatékony ellenőrzési munkálatok és a gépesített feldolgozás eredményeként az első öt (összevontan négy) népszámlálási kötet 1932 novembere és 1936 júliusa között napvilágot látott. A zárókötetet azonban nagy csúszással, 1941 végén publikálta a hivatal.